# Petit-Saconnex
Le Petit-Saconnex ou simplesmente Petit-Saconnex que já foi uma comuna suíça é hoje um quarteirão da cidade de Genebra no  cantão do mesmo nome, Suíça. A votação de 1930 acaba com a autonomia da comuna que é anexada pela cidade de Genebra em 1931.

## Dados & Datas
- Sobre a dominação francesa foi constituída em comunal,
- em 1894 a CGTE com o seu transporte por tramways liga-se ao resto do cantão,
- em 1978 é inaugurada a Mesquita de Genebra.